# 北极村

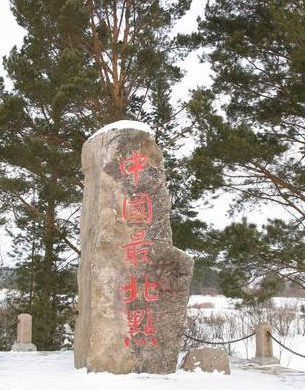
北极村中的“中国最北点标示”

北极村原名漠河村（穆麟德轉寫：Mo bira，蒙古名，又作墨河）、“马托拉”（羅馬化：Matjora），位于中国黑龙江省漠河市北极镇（原漠河乡），是北极镇人民政府驻地，號稱中国最北的城镇，不過其實仍然次於北红村。北极村位于53°28′45.61″N 122°21′36.88″E / 53.4793361°N 122.3602444°E（神州北極碑經緯度），是中国唯一观测北极光的最佳地点。中国“北方第一哨”北极哨所处于北极村。

## 地理特色

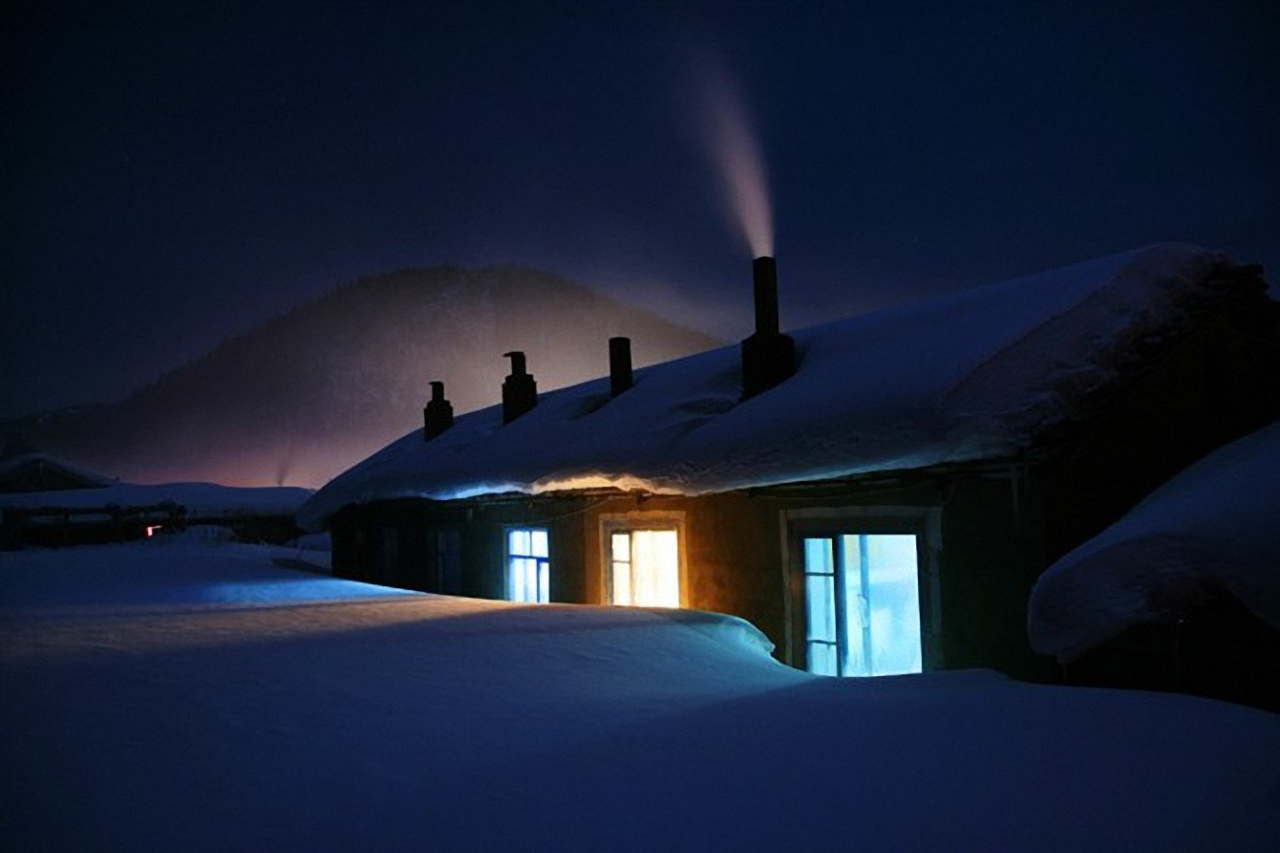

因北极村处于北纬53°以上的所谓高纬度地区（尚不足通常定义的60°），所以在夏季白天通常长达17个小时以上，而冬季则夜晚时间长，是北极村的一大特色。
北极村冬季平均气温在-30℃，极端最低气温在-50℃以下。
此外，北极村的“中国最北”仅为文化上的象征意义。实际上，中国地理最北点在图强镇北端的乌苏里浅滩附近，黑龙江中心航道（坐标为53°33′37″N 123°16′12″E / 53.56028°N 123.27000°E），位于北极村东偏北约61公里。而中国地理最北村镇则是北红村。

## 白夜现象
北极村不在北极圈内，因此不会出现极昼。但由于地处北纬49.34度以北，每年夏至（6月21日）前后约一个月的时间段内，在晴朗的夜晚，可观测到白夜现象，天光整晚可见。其中北京时间23:52为光线最暗的时刻，此时太阳位于地平线下的角度最大，约为-13°，处于所谓的“天文曙暮光”阶段；而且和低纬度地区居民的日常经验不同，此时天光中心在正北方向。
此外，白夜时段常常可见夜光云。夜光云是中高纬度地区特有的现象。

## 北极光争议
北极村将每年的夏至当天定为“极光节”，并在旅游文案中声称该段时间内可见北极光，并常常将白夜和夜光云当作极光对外宣传。虽然在整个中国范围内，漠河是最有可能看到极光的，但观测效果远不如靠近极地的地区，例如美国阿拉斯加、加拿大育空地区、冰岛、挪威等，并且需要在冬季前往（夏季为极昼）。从美国空间天气预报中心所公布的极光观测指数看，漠河Kp指数为9，概率上讲即每11年仅有4天才有可能被肉眼直接观测到。事实上，漠河气象站自1957年建立以来到2010年，仅观测到58次北极光，几率极低。
此外，极光一年四季都有可能发生，而夏至由于昼长夜短，反而不利于观测。